# 服部一成
服部 一成（はっとり かずなり、1964年12月24日 - ）は、日本のアートディレクター、グラフィックデザイナー。2015年から多摩美術大学グラフィックデザイン学科教授。東京都生まれ。 

## 来歴
1964年12月生まれ。東京に育ち、少年時代は野球選手を志していた。中学時代にイラストレーターという職業を知り、和田誠や湯村輝彦の作品に憧れを抱く。その後、当時隆盛であったパルコや西武百貨店をはじめとしたセゾングループの文化活動に影響を受け、仕事を通じてそうした文化の様々な場面にアクセスすることのできるグラフィックデザイナーという職業に憧れが移っていった。また、4歳上の姉からの影響もしばしば語っている。1982年、武蔵高校の3年生の時にすいどーばた美術学院の夜間部に通い始める。一浪し、東京藝術大学美術学部デザイン科に入学。卒業後はライトパブリシティに就職。服部は当時を回想して「最初の7、8年は良い仕事はない」と語っている。1998年にキユーピーハーフの雑誌広告（C、CD : 秋山晶）を制作。同作が1999年ADC賞を受賞。以降、2000年、2001年、連続でADC賞を受賞。2000年にはJAGDA新人賞を受賞。2001年、フリーランス。「有限会社 服部一成」を設立。2002年からは『流行通信』（INFASパブリケーションズ）のアートディレクションを担当。（〜2004年8月号）同作で第6回亀倉雄策賞を受賞。2007年、『TAKEO DESK DIARY 2006』でTDC 賞グランプリ、2007年、凸版印刷主催の『Graphic Trial』展で『「旗」ポスター』を制作。印刷の網点をストライプに置き換えた表現は同年の個展の作品にも引き継がれ、以降、服部の作品の代表的なモチーフとなる。2008年、『服部一成展 視覚伝達』のポスターでTDC賞グランプリ。2011年4月には初の作品集『服部一成グラフィックス』（誠文堂新光社）を刊行。2015年から多摩美術大学美術学部グラフィックデザイン学科教授。

## 年譜
- 私立武蔵高等学校卒業（第57期生、1983年卒）。武蔵高校の同級生に亀田誠治がいる[16]。
- すいどーばた美術学院昼間部で浪人生活を送る[17]。
- 1988年東京芸術大学美術学部デザイン科卒業。同級生に工藤青石がいる[18]。同年、ライトパブリシティ入社。
- 2001年4月に「有限会社 服部一成」を設立し独立。
- 2011年に作品集『服部一成グラフィックス』を出版。
- 2015年から多摩美術大学美術学部グラフィックデザイン学科教授。

東京ADC、東京TDC、JAGDA会員。

## 受賞歴
- 1999年 ADC賞
- 2000年 ADC賞
- 2000年 JAGDA新人賞
- 2001年 ADC賞
- 2003年 ADC会員賞
- 2004年 TDC 会員賞
- 2004年 第6回亀倉雄策賞
- 2005年 ADC会員賞
- 2005年 原弘賞
- 2006年 TDC会員賞
- 2007年 TDCグランプリ
- 2008年 TDCグランプリ
- 2011年 毎日デザイン賞
- 2011年 JAGDA賞
- 2012年 JAGDA賞
- 2014年 TDCブックデザイン賞
- 2017年 TDC特別賞
- 2018年 26回ワルシャワ国際ポスタービエンナーレ（26th Warsaw International Poster Biennale） Bronze medal
- 2018年 第12回世界ポスタートリエンナーレトヤマ2018 銅賞
- 2020年 TDC特別賞
- 2022年 JAGDA賞
- 2022年 TDC特別賞

## 著書・作品集等[19]

### 単著
- 『Between A and B』（T_BOOKS、2002）※2016年、『アイデア』376号の付録として限定復刻
- 『服部一成（世界のグラフィックデザイン）』（服部一成、ギンザ・グラフィック・ギャラリー、2010）
- 『服部一成グラフィックス』（服部一成、誠文堂新光社、2011）
- 『KAZUNARI HATTORI Firenze-Bologna Sketchbook』（服部一成、2018）
- 『Flags』（服部一成、Nieves、Bananafish、2018）
- 『かみのねこ』（服部一成、Bon Book、2021）

### 共同著作
- 『Graphic Wave〈8〉佐野研二郎・野田凪・服部一成（世界のグラフィックデザインシリーズ）』（佐野研二郎、野田凪、服部一成、ギンザ・グラフィック・ギャラリー、2003）
- 『GRAPHIC』（北川一成、佐藤可士和、植原亮輔、服部一成、仲條正義、佐野研二郎、葛西薫、野田凪、安東孝一、六耀社、2004）
- 『SEVEN』（青木克憲、浅葉克己、服部一成、葛西薫、中島英樹、佐藤可士和、澤田泰廣、2005）
- 『100 PAGES / 5 ZINES』（ホンマタカシ、五木田智央、題府基之、土川藍＆小林亮平、服部一成、TOKYO ART BOOK FAIR、2009）※2019年に復刊
- 『仲條服部八丁目心中』（仲條正義、服部一成、クリエイションギャラリーG8、2009）

### 特集
- 『アイデア No.313 服部一成100ページ』（誠文堂新光社、2006、07）
- 『アイデア No.326 河野鷹思 本の仕事、雑誌の仕事』（誠文堂新光社、2008、01）[20]

ほか多数

### インタビュー・対談掲載ほか
- 『広告批評 236』（マドラ出版、2000）「対談 世界をデザインする 佐藤可士和×服部一成」収録
- 『ブレーン 504』（宣伝会議、2002）「服部一成 深度の深いコミュニケーション」収録
- 『Design news 266』（日本産業デザイン振興会、2004）「直感とアートディレクション--服部一成のデザイン・アプローチ」収録
- 『デザインノート No.2』（誠文堂新光社、2005）インタビュー収録
- 『デザインノート No.4』（誠文堂新光社、2005）インタビュー収録
- 『ブレーン 547』（宣伝会議、2006）「服部一成×仲條正義 特別じゃない、ちょうどいいところにこそ、デザインの本質がある、特別企画1:新春特別対談「クリエイティブ・ダイアローグ2006)」収録
- 『変わる価値──変わりつつある価値』（北川一成、ワークスコーポレーション、2008）対談収録
- 『デザイン事典 文字・フォント（+DESIGNING）』（毎日コミュニケーションズ、2010）インタビュー収録
- 『グラフィック文化を築いた13人：『アイデア』デザイナーインタビュー選集』（誠文堂新光社、2014）インタビュー収録
- 『Pen No.404 2016年 05月01日号』（CCCメディアハウス、2016）インタビュー収録
- 『多摩美術大学卒業制作展2018「プロポーズ」図録』（2018）学生との座談収録
- 『花椿 No.821』（資生堂、2018）仲條正義・葛西薫と共にインタビュー収録

ほか多数

### 寄稿
- 紙とインキの同人誌 CDT1号（東京タイプディレクターズクラブ、2013）
- 紙とインキの同人誌 CDT2号（東京タイプディレクターズクラブ、2017）
- ユリイカ2020年1月号 特集・和田誠（青土社、2020）

ほか多数

## 作品

### 広告デザイン
- 『演劇集団キャラメルボックス旗揚げ公演　地図屋と銀ライオン』（キャラメルボックス、1986）[21]
- 『キユーピーハーフ』（キユーピー、1997～）
- 『J-PHONE』（1997～1999）
- 『トレイング』（JR東日本、1998～2000）
- 『組曲』（オンワード、2000～2001）
- 『にごり果実』（キリンビバレッジ、2001）
- 『mobilio』（ホンダ、2001～2002）
- 『淡麗グリーンラベル』（キリン、2002～2005）
- 『ユーカヌバ』（アイムス、2005～）
- 『クリーミィクリーミィ』（キユーピー、2006）
- 『ラフォーレ原宿』（2007）
- 『ポイコ』（リクルート、2008）
- 『Gabaマンツーマン英会話』（2012~2013）
- 『そして父になる』（2013）
- 『POLA』（2015〜）
- 『蓮沼 X 執太』（2016）
- 『三度目の殺人』（2017）
- 『ビビを見た！』（KAAT、2019）
- 『True Colors Festival ―超ダイバーシティ芸術祭―』(2019)
- 『ミュージック・トゥデイ』(蓮沼執太フィル、2023)
- 『くるりのえいが』(2023)

### ブックデザイン
- 『役者の仕事』（福武書店、1993）
- 『マドンナの変身失格』（荻野アンナ、福武書店、1993）
- 『ブラック・ティー』（山本文緒、角川書店、1995）
- 『TOKYO WILLIE』（ホンマタカシ、タカ・イシイ・ギャラリー、2000）
- 『東京22章　東京は被写体の宝庫だ。』（片岡義男、朝日出版社、2000）
- 『TCC コピー年鑑 2001』（宣伝会議、2001）
- 『Ambrosia』（宮城ユカリ、2002）
- 『Casa BRUTUS特別編集 STARS AND STRIPES - NEW YORK DECEMBER 26,2001- JANUARY 5,2002』（ホンマタカシ、マガジンハウス、2002）
- 『難民少年』（ベンジャミン・ゼファニア、講談社、2002）※金原瑞人と小川美紀の共訳
- 『原点復帰 - 横浜 横浜美術館「中平卓馬展」カタログ』（Osiris、2003）※鹿海智子と共同
- 『裸のカフェ』（横田創、講談社、2002）
- 『詳説 レクシスプラネットボード』（鷹家秀史ほか、旺文社、2004）
- 『きわめてよいふうけい』（ホンマタカシ、リトルモア、2004）
- 『ADC年鑑 2004』（美術出版社、2004）
- 『京都 The Old and New Guide of Kyoto』（MOTOKO、プチグラパブリッシング、2005）
- 『ラブシーンの言葉』（荒川洋治、四月社、2005）
- 『文芸時評という感想』（荒川洋治、四月社、2005）
- 『アンリミテッド：コム　デ　ギャルソン』（清水早苗、平凡社、2005）
- 『TAKEO DESK DIARY 2006』（竹尾、2005）※服部による欧文タイポグラフィ作品収録
- 『bonheur』（南桂子、リトルモア、2006）
- 『単機飛行の空から』（川部洋二、紫陽社、2006）
- 『e.m.1996-2006』『THE BOX IS FULL OF JANK』『pearls on the pig』（e.m.design CO.,Ltd.、2007）※3冊組
- 『見続ける涯に火が…　批評集成1965-1977』（中平卓馬、Osiris、2007）
- 『SIGHTSEEING』（瀧本幹也、リトルモア、2007）
- 『どこにいるのシュヌッフェル？』（茂木綾子・イルミフィードラー、四月社、2007）
- 『AKAZUKIN』（ミヤギユカリ、Nieves and Happa-no-Kofu、2008）
- 『スンギ少年のダイエット日記』（加瀬健太郎、リトルモア、2008）
- 『細野晴臣 分福茶釜』（平凡社、2008）
- 『きっかけの音楽』（高橋悠治、みすず書房、2008）
- 『秘密のおこない』（蜂飼耳、毎日新聞社、2008）
- 『山と鹿』（野川かさね、ユトレヒト、2008）
- 『古語辞典』（旺文社、2008）
- 『虎屋ブランド物語』（川島蓉子、東京経済新報社、2008）
- 『調香師の手帖』（中村祥二、朝日文庫、2008）
- 『アートディレクションの可能性―ADC大学2007』（東京アートディレクターズクラブ、美術出版社、2008）
- 『gozoCiné KI-SE-KI』（吉増剛造、Osiris、2009）
- 『整形前夜』（穂村弘、講談社、2009）
- 『たのしい写真 よい子のための写真教室』（ホンマタカシ、平凡社、2009）
- 『至るところで　心を集めよ　立っていよ』（清野賀子、Osiris、2009）
- 『背中の記憶』（長島有里枝、講談社、2009）
- 『光と重力』（今井智己、リトルモア、2009）
- 『甘い水』（東直子、リトルモア、2010）
- 『生きのびるための建築』（石山修武、NTT出版、2010）
- 『海と川の匂い』（伊佐山ひろ子、リトルモア、2010）
- 『来たるべき言葉のために』（中平卓馬、Osiris、2010）
- 『古←→今(むかしといま) 比べてわかるニッポン美術入門』（和田京子、平凡社、2010）
- 『Rose-Eaters、ばらくい軍の兵士』（ピーター・ヒリンカ、三ツ島香織、前田ひさえ、秋永悠、イケール・スポジィオ、會本久美子、早崎真奈美、Arcanum Press、2010）
- 『拡張するファッション』（林央子、P-Vine Books、2011）
- 『イスラエルに揺れる』（東野翠れん、リトルモア、2011）
- 『親愛なるキティーたちへ』（小林エリカ、リトルモア、2011）
- 『映画長話』（蓮實重彦 黒沢清 青山真治、リトルモア、2011）
- 『ラジオのように』（吉野英理香、Osiris、2011）
- 『マーメイド、パーブル、サミス（紙見本帳）』（竹尾、2011）
- 『メタボリズム・トリップ』（チャーリー・コールハース、平凡社、2012）
- 『I'm in the Purple Dream』（前田ひさえ、2012）
- 『発展する地域 衰退する地域：地域が自立するための経済学』（ジェイン・ジェイコブス、筑摩書房、2012）
- 『影の部分』（秦早穂子、リトルモア、2012）
- 『中平卓馬：サーキュレーション　日付、場所、行為』（中平卓馬、Osiris、2012）
- 『大きな魚をつかまえよう　リンチ流アート・ライフ∞瞑想レッスン』（デイヴィッド・リンチ、四月社、2012）
- 『ポートレイト　市川実日子』（ホンマタカシ、平凡社、2012）
- 『詩学講義　無限のエコー』（吉増剛造、慶應義塾大学出版会、2012）
- 『here and there vol.1–vol.10』（Nieves、2012）※モノクロコピーによる雑誌の合本
- 『差別語からはいる言語学入門』（田中克彦、筑摩書房、2012）
- 『田口卯吉の夢』（河野有理、慶應義塾大学出版会、2013）
- 『LAND SPACE』（瀧本幹也、青幻舎、2013）
- 『Ever After』（楢橋朝子、Osiris、2013）
- 『忘れられないの』（小林エリカ、青土社、2013）
- 『そして父になる』（映画パンフレット、2013）
- 『私の愛、ナムジュン・パイク』（久保田 成子・ 南 禎鎬、平凡社、2013）
- 『明治富豪史』(ちくま学芸文庫)（横山源之助、筑摩書房、2013）
- 『LAND SPACE』（瀧本幹也、青幻舎、2013）
- 『ルーム』（横山裕一、ハモニカブックス、2013）
- 『猫越山』（足立康、慶應義塾大学出版会、2013）
- 『アメリカ様（増補版、ちくま学芸文庫）』（宮武外骨、筑摩書房、2014）
- 『たのしい写真3 ワークショップ篇』（ホンマタカシ、平凡社、2014）
- 『拡張するファッション　ドキュメント』（林央子、DU BOOKS、2014）
- 『ゲーテからツェラーンへ　ドイツ文学における詩と批評』（平野篤司、四月社、2014）
- 『ゲーテからベンヤミンへ―ドイツ文学における主題と変奏』（平野篤司、四月社、2014）
- 『3着の日記 memeが旅したRIGA』（meme、土曜社、2014）
- 『These are Days』（原美樹子、Osiris、2014）
- 『ドミトリーともきんす』（高野文子、中央公論新社、2014）
- 『とまっていた時計がまたうごきはじめた』（細野晴臣、平凡社、2014）
- 『コンヴィヴィアリティのための道具』（イヴァン・イリイチ、筑摩書房、2015）
- 『Fukushima Traces, 2011-2013』（赤城修司、Osiris、2015）
- 『新装復刻版　体験的デザイン史』（山名文夫、誠文堂新光社、2015）
- 『TSUTAYAの謎』（川島蓉子、日経BP社、2015）
- 『sacai A to Z』（Rizzoli、2015）
- 『経済と自由：文明の転換』（カール・ポランニー、筑摩書房、2015）
- 『現代という時代の気質』（エリック・ホッファー、筑摩書房、2015）
- 『背中の記憶』(講談社文庫)（長島有里枝、講談社、2015）
- 『愛のようだ』（長嶋有、リトルモア、2015）
- 『BACON ICE CREAM』（奥山由之、PARCO出版、2016）
- 『よいひかり』（三角みづ紀、ナナロク社、2016）
- 『アイスランド』（横山裕一、888ブックス、2016）
- 『Gozoノート1　コジキの思想』（吉増剛造、慶應義塾大学出版会、2016）
- 『Gozoノート2　航海日誌』（吉増剛造、慶應義塾大学出版会、2016）
- 『Gozoノート1　（わたしは映画だ）』（吉増剛造、慶應義塾大学出版会、2016）
- 『酒井若菜と8人の男たち』（酒井若菜、キノブックス、2016）
- 『1、1の1、2』（安村崇、Osiris、2016）※広報用
- 『夜中に犬に起こった奇妙な事件』（マーク・ハッドン、早川書房、2016）
- 『建築家・坂本一成の世界』（坂本一成、LIXIL出版、2016）
- 『ヨコオ・マニアリスム vol.1』（横尾忠則、現代企画室、2016）
- 『コラージュ・ロマン・ユートピア』（金氏徹平、ナナロク社、2017）[22]
- 『欲望論 第1巻 「意味」の原理論』（竹田青嗣、講談社、2017）
- 『欲望論 第2巻 「価値」の原理論』（竹田青嗣、講談社、2017）
- 『私立恵比寿中学　修学旅行』（梅佳代、小学館、2017）
- 『とりとめもなく庭が』（三角みづ紀、ナナロク社、2017）
- 『君の住む街』（奥山由之、スペースシャワーネットワーク、2017）
- 『ぼくの美術ノート』（原田治、亜紀書房、2017）
- 『芸術の言語』（ネルソン・グッドマン、慶應義塾大学出版会、2017）
- 『1、1』（安村崇、Osiris、2017）
- 『悪について』（エーリッヒ・フロム、筑摩書房、2018）
- 『ギプス』（楢橋朝子、Osiris、2018）
- 『舞踏言語――ちいさな廃星、昔恒星が一つ来て、幽かに“御晩です”と語り初めて、消えた』（吉増剛造、論創社、2018）
- 『ジェンダー写真論 1991-2017』（笠原美智子、里山社、2018）
- 『なぜフィクションか？：ごっこ遊びからバーチャルリアリティまで』（ジャン＝マリー・シェフェール、慶應義塾大学出版会、2019）
- 『プラザ PLAZA』（横山裕一、888ブックス、2019）
- 『空ばかり見ていた』（岩松了、リトルモア、2019）
- 『OSAMU'S AtoZ　原田治の仕事』（原田治、亜紀書房、2019）
- 『音楽の哲学入門』（セオドア・グレイシック、慶應義塾大学出版会、2019）
- 『悲しい曲の何が悲しいのか』（源河亨、慶應義塾大学出版会、2019）
- 『HOLY ONION』（題府基之、Osiris、2019）
- 『ひれふせ、女たち　ミソジニーの論理』（ケイト・マン、慶應義塾大学出版会、2019）
- 『ANGEL』（オートモアイ、PARCO出版、2019）
- 『橋本環奈 写真集 NATUREL』（橋本環奈、講談社、2019）
- 『山とあめ玉と絵具箱』（川原真由美、リトルモア、2020）
- 『芸術とその対象』（リチャード・ウォルハイム、慶應義塾大学出版会、2020）
- 『私は散歩とごはんが好き（犬かよ）。』（平野紗季子、マガジンハウスムック、2020）
- 『国家と市場』（スーザン・ストレンジ、筑摩書房、2020）
- 『病と障害と、傍らにあった本。』（斎藤陽道ほか、里山社、2020）
- 『増補　複雑系経済学入門』（塩沢由典、筑摩書房、2020）
- 『こいわずらわしい』（メレ山メレ子、亜紀書房、2021）
- 『中川エリカ 建築スタディ集 2007–2020』（中川エリカ、TOTO出版、2021）
- 『NAKAJO』（仲條正義、ADP、2021）
- 『ただ、一緒に生きている』（坂本美雨、光文社、2022）
- 『オーソンとランチを一緒に』（オーソン・ウェルズほか、木魂社、2022）
- 『エリカについて』（小野絵里華、左右社、2022）
- 『ジェンダー写真論 増補版』（笠原美智子、里山社、2022）
- 『Windows of the World』（吉野英理香、PAISLEY BOOKS、2022）
- 『精選建築文集1 谷口吉郎・清家清・篠原一男』（谷口吉郎ほか、出版長島、2022）
- 『分析フェミニズム基本論文集』（木下頌子ほか、慶應義塾大学出版会、2022）
- 『世界を変えたブランド広告』（杉山恒太郎、日経BP、2022）
- 『春は曙』（楢橋朝子、Osiris、2023）
- 『JOBIM』（吉野英理香、PAISLEY BOOKS、2023）
- 『ACE アセクシュアルから見たセックスと社会のこと』（アンジェラ・チェン、左右社、2023）
- 『その猫の名前は長い』（イ・ジュヘ、里山社、2024）
- 『君の住む街　復刻版』（奥山由之、青幻舎、2024）
- 『Lost Words, Found Tales』（前田ひさえ、nidi gallery、2024）
- 『STATUS AND CULTURE』（デーヴィッド・マークス、筑摩書房、2024）
- 『メタフィジカルデザイン―つくりながら哲学する―』（瀬尾浩二郎、左右社、2024）
- 『ノックがあった』（岡本啓、河出書房新社、2024）
- 『暗闇に手をひらく』（大崎清夏、リトルモア、2025）
- 『身体性認知とは何か 4E認知の地平』（ショーン・ギャラガー、東京大学出版会、2025）
- 『映画夜話』（蓮實重彦、リトルモア、2025）

### 辞書デザイン
- 『プチロワイヤル仏和辞典』（旺文社、1996、2002）
- 『ロワイヤル・ポッシュ仏和・和仏辞典』（旺文社、2001、2008）※2001＝改訂新版
- 『旺文社古語辞典』（旺文社、2001）
- 『旺文社小学漢字新辞典』（旺文社、2001）
- 『旺文社小学国語新辞典』（旺文社、2001）
- 『旺文社標準漢和辞典』（旺文社、2001）
- 『旺文社標準国語辞典』（旺文社、2001）
- 『旺文社標準ことわざ慣用句辞典』（旺文社、2001）
- 『旺文社全訳古語辞典』（旺文社、2003）※小型版等含む
- 『LEXIS英和辞典』（旺文社、2003、2005）※2006＝改訂等
- 『旺文社全訳学習古語辞典』（旺文社、2006）
- 『旺文社コアレックス英和辞典』（旺文社、2006）

### 雑誌デザイン
- 『広告批評』（マドラ出版、2000）※2009年4月号で休刊
- 『here and there』（2002～2019）
- 『流行通信』(INFAS、2002～2004)※2008年1月号で休刊[23]
- 『PLANTED #2』（毎日新聞社、2006）※2号のみ
- 『装苑』2006年10月号（文化出版局、2006）※2006年10月号のみ
- 『SHIN-KA』（独立行政法人 中小企業基盤整備機構、2007）
- 『季刊「真夜中」』（リトルモア、2008～2011）※2011年11月、15号で刊行停止中
- 『月刊百科』（平凡社、2008～2011）※2011年6月号で休刊
- 『dictionary』131号（クラブキング、2009）※131号のみ
- 『三田文学』（慶應義塾大学出版会、2017〜）※No.130（2017年夏季号）より
- 『ISI PRESS』（ISI PRESS、2017〜）

### パッケージデザイン
- 『ポカリスエットステビア』（大塚製薬、1997、2001）
- 『ポカリスエット・地球ボトル』（大塚製薬、2004）
- 『HOTELS HOMES by UNIQLO』（ユニクロ、2007）
- 『Queen Bee Garden　国産はちみつシリーズ』（クヰンビーガーデン、2007〜2009）
- 『COFFEE STYLE UCC　CAFE@HOME』（UCC、2018〜）
- 『花椿ショコラ＆サブレ』（資生堂パーラー、2023）

### 展覧会関連デザイン
- 『アレキサンダー・カルダー展』（川村記念美術館、2001）
- 『JEAN-MARC BUSTAMANTE展』（横浜美術館、2002）
- 『中平卓馬展』（横浜美術館、2003）
- 『2004　ADC展』（ギンザ・グラフィック・ギャラリー、クリエイションギャラリーG8、dddギャラリー、2004）
- 『ハンス・アルプ展』（川村記念美術館、2005）
- 『ドイツ写真の現在展』（東京国立近代美術館、2005）
- 『ビル・ヴィオラ：はつゆめ』（森美術館、2006）
- 『木とデジタル - テクノロジーが生み出す“新しい自然”』（青山スパイラル、2007）
- 『舟越桂　夏の邸宅』（東京都庭園美術館、2008）
- 『現代美術への視点6：エモーショナル・ドローイング展』（東京国立近代美術館、2008）
- 『金氏徹平：溶け出す都市、空白の森』（横浜美術館、2009）
- 『デザイナー誕生：1950年代日本のグラフィック』（印刷博物館、2008）
- 『Helvetica』（Helvetica Project実行委員会、2008）
- 『わたしいまめまいしたわ 現代美術に見る自己と他者』(東京国立近代美術館、2008)
- 『JAGDA TOKYO 第37回展覧会　信藤洋二×菊地敦己』（JAGDA TOKYO、2010）※DMデザインのみ
- 『福田繁雄のヴィジュアル・ジャンピング』（ギンザ・グラフィック・ギャラリー、2010）
- 『ロトチェンコ＋ステパーノワ ロシア構成主義のまなざし』（東京都庭園美術館、2010）
- 『横山裕一　ネオ漫画の全記録:「私は時間を描いている」』（川崎市市民ミュージアム、2010）
- 『木村友紀「無題」』（IZU PHOTO MUSEUM、2010）
- 『マネとモダン・パリ』（三菱一号館美術館、2010）
- 『『Rose-Eaters、ばらくい軍の兵士』刊行記念展』（SHIBUYA PUBLISHING & BOOKSELLERS、2010）
- 『Library 亀倉雄策の本棚から』（クリエイションギャラリーG8、2010）
- 『ホンマタカシ　ニュー・ドキュメンタリー』（金沢21世紀美術館、2011）
- 『アートみやぎ2011』（宮城県美術館、2011）
- 『Inner Voices─内なる声』（金沢21世紀美術館、2011）
- 『トゥールーズ・ロートレック展』（三菱一号館美術館、2011）
- 『Future Beauty 日本ファッションの未来性』（東京都現代美術館、2012）
- 『拡張するファッション』（水戸芸術館現代美術ギャラリー、2014）
- 『ヨシダミノルの絵画 1964-1967』（京都国立近代美術館、2014）
- 『MOMATコレクション』（東京国立近代美術館、2014-2015）※サイン関係のみ
- 『ガブリエル・オロスコ展　内なる複数のサイクル』（東京都現代美術館、2015）
- 『BACON ICE CREAM』（PARCO Museum、2016）
- 『声ノマ 全身詩人、吉増剛造展』(東京国立近代美術館、2016)
- 『世界が妙だ！ 立石大河亞＋横山裕一の漫画と絵画』（広島市現代美術館、2016）
- 『奥山由之写真展　君の住む街』（スペースオー、2017）
- 『森千裕　omoide in my head』（豊田市立美術館、2017）
- 『COSMIC WONDER　充満する光』（島根県立石見美術館、2017 - 2018）
- 『THERIACA 服のかたち、体のかたち』(島根県立石見美術館、2018)
- 『東京五美術大学連合卒業・修了制作展』（国立新美術館、2019）
- 『ポーランド・ポスター展』（神奈川県立近代美術館 葉山、2019）
- 『原田治展 「かわいい」の発見』（世田谷文学館ほか、2019）
- 『Thank You Memory —醸造から創造へ—』（弘前れんが倉庫美術館、2020）
- 『隈研吾展　新しい公共性をつくるためのネコの5原則』（長崎県美術館ほか、2021）
- 『NAKAJO AT UTRECHT』（ユトレヒト、2021）
- 『作品集出版記念展 NAKAJO 仲條』（森岡書店、2021）
- 『NAKAJO 仲條』（スタンダードブックストア、2021）
- 『NAKAJO 仲條』（OFS gallery、2021）
- 『NAKAJO』（デザインギャラリー1953、2021）
- 『作品集出版記念 NAKAJO 仲條 日常の中にある仲條正義のデザイン』（TOBICHI、2021）
- 『1_WALL 23』（ガーディアン・ガーデン、2021）
- 『1_WALL 24』（ガーディアン・ガーデン、2021）
- 『開館記念BOOK1, 2, 3』（秋田市文化創造館、2021）
- 『横尾忠則展 学芸員危機一髪』（横尾忠則現代美術館、2021）
- 『横尾忠則の恐怖の館』（横尾忠則現代美術館、2021）
- 『原點 中平卓馬』（moom、2020）
- 『Forward to the Past 横尾忠則 寒山拾得への道』（横尾忠則現代美術館、2022）
- 『横尾さんのパレット』（横尾忠則現代美術館、2022）
- 『開館5周年記念展 ニュー・ユートピア──わたしたちがつくる新しい生態系』（弘前れんが倉庫美術館、2025）

### CDジャケットデザインなど
- 『ピヤノアキコ。』（矢野顕子、エピックレコードジャパン、2003）
- 『Home Sweet Home』（YUKI、エピックレコードジャパン、2004）※PVも監督
- 『NIKKI』（くるり、ビクターエンタテインメント、2005）
- 『ベスト・オブ・くるり』（くるり、ビクターエンタテインメント、2006）
- 『floating pupa』（pupa、EMI Music Japan、2008）
- 『僕の住んでいた街』（くるり、ビクターエンタテインメント、2010）
- 『Rough&Lough』（Clammbon、エイベックス・エンタテインメント、2012）
- 『坩堝の電圧』（くるり、ビクターエンタテインメント、2012）
- 『THE PIPER』（くるり、ビクターエンタテインメント、2014）
- 『NOW AND THEN DISC』（くるり、ビクターエンタテインメント、2015）※『ふたつの世界』初回盤付属
- 『RAINBOW』（エレファントカシマシ、Universal Music、2015）
- 『くるりの20回転』（くるり、ビクターエンタテイメント、2016）
- 『琥珀色の街、上海蟹の朝』（くるり、ビクターエンタテイメント、2016）
- 『Nikki』（くるり、ビクターエンタテインメント、2017）
- 『ワルツを踊れ』（くるり、ビクターエンタテインメント、2017）
- 『言葉にならない、笑顔を見せてくれよ』（くるり、ビクターエンタテインメント、2017）
- 『春を待つ / その線は水平線』（くるり、ビクターエンタテインメント、2018）
- 『その線は水平線』（くるり、ビクターエンタテインメント、2018）
- 『ソングライン』（くるり、ビクターエンタテインメント、2018）
- 『だいじなこと、忘れないように』（くるり、ビクターエンタテイメント、2018）
- 『YONA』（VOQ、PROGRESSIVE FOrM、2018）
- 『列島ライブ 2019』（くるり、ビクターエンタテイメント、2019）※Blu-ray Disc、DVD作品
- 『愛の太陽 EP』（くるり、ビクターエンタテインメント、2023）
- 『感覚は道標』（くるり、ビクターエンタテインメント、2023）

### ロゴデザイン
- 『J-PHONE』（1997）
- 『高校生大学』（2001）※進研ゼミ関連ウェブサイト
- 『月桂冠』（2002）
- 『ユトレヒト』
- 『gallery.sora.』（2005）
- 『海でのはなし。』（配給：リトルモア、2006）
- 『deep science』（2006）※科学情報ウェブサイトAD
- 『ポイコ』（2008）
- 『三菱一号館美術館』『Café 1894』『STORE 1894』（2008）※開館は2010年
- 『FOOMOO』（2009）
- 『JCB ORIGINAL SERIES』（2009）
- 『MOMENTO SHIODOME』（2009）※開館は2011年
- 『GALLERY & WORKSHOP はちどり』（2010）
- 『新潟市美術館』（2012）
- 『アダチプレス』（2014）[24]
- 『京都音博2014』（2014）
- 『NOW IDEA』
- 『aMoule』
- 『ジャポニスム2018』（2018）
- 『45R』
- 『弘前れんが倉庫美術館』（2019）
- 『True Colors Festival ―超ダイバーシティ芸術祭―』(2019)
- 『BANANAFISH BOOKS』(2019)
- 『QURULI LIVE TOUR 2020「特Q」』（くるり、ビクターエンターテインメント、2020）
- 『三菱一号館美術館 10周年ロゴ』（2020）
- 『ストリーミング・ヘリテージ 台地と海のあいだ』（2021）
- 『秋田市文化創造館』（2021）
- 『銀座七丁目書店』（2024）
- 『PUNKTURE』（2024）
- 『弘前れんが倉庫美術館 5周年記念ロゴ』（2025）

### その他のデザイン
- 雑誌「CREAM」五周年記念ポスター（2007）
- 「JCB ORIGINALシリーズ」カード（2009）
- 『mammoth』25号のポスターページ MMoA「福笑い」ポスター（2012）
- 「きょうの猫村さん」チャリティートートバッグ（2012）
- オリジナルマッチ 「銀座の目利き商店街2」などに出品（2012）
- カリフォルニア大学ロサンゼルス校（UCLA）と早稲田大学による共同研究「柳井イニシアティブ日本舞台芸術プログラム」のためのポスター[25]（2017）
- 「空気の器」デザイン[26]（2018）
- 「HIROSHIMA APPEALS 2018 「疑問符、2018」」ポスター制作[27]（2018）
- TOKYO TDC Webサイトのデジタル時計（2021）
- ポスター『これはリンゴではない』（2022）

## 個展・参加展等[28]

### 個展
- 『BETWEEN A AND B』（appel、2002）
- 『第6回亀倉雄策賞受賞 服部一成展』（クリエイションギャラリーG8、2004）
- 『視覚伝達』（Gallery 5610、2007）
- 『服部一成二千十年十一月』（ギンザ・グラフィック・ギャラリー、2010）
- 『KAZUNARI HATTORI 　here and there GRAPHICS』（Center for COSMIC WONDER、2011）
- 『服部一成二千十一年夏大阪』（dddギャラリー、2011）
- 『KAZUNARI HATTORI GRAPHICS』（+81 STORE & GALLERY、2014）
- 『Kazunari Hattori: Graphics on Books』（Bananafish Gallery、2018）
- 『here and there vol.13 HYACINTH REVOLUTION 発売記念ポスター・インスタレーション』（Center for COSMIC WONDER、2018）
- 『Kazunari Hattori Posters』（Alt Space LOOP、2020）
- 『服部一成展』（OFS GALLERY、2023）
- 『服部一成展』（本屋青旗、2023）

### グループ展
- 『JAGDA新人賞受賞作家作品展2000』（クリエイションギャラリーG8、2000）
- 『TAKEO PAPER SHOW 2001　白い紙』（スパイラルガーデン、2001）
- 『'01年末チャリティー企画展 雨の日が楽しくなる ハッピーアンブレラ200』（クリエイションギャラリーG8、ガーディアン・ガーデン、2001）
- 『TAKEO PAPER SHOW 2002 PLEASE』（スパイラルガーデン、2002）
- 『'02年末チャリティー企画 200人のクリエイターによるオリジナル和凧店 TAKO KITE』（クリエイションギャラリーG8、ガーディアン・ガーデン、2002）
- 『TAKEO PAPER SHOW 2003 COST:VALUE』（スパイラルガーデン、2003）
- 『'03年末チャリティー企画展　230人のクリエイターによる MINI MINI MOTOR SHOW』（クリエイションギャラリーG8、ガーディアン・ガーデン、2003）
- 『VIVID×FINE 印刷の可能性』（NADiff、2004）
- 『KITTY EX.』（島根県立石見美術館、2004）
- 『Monday Mountain』（gallery trax、2005）※ホンマタカシプロデュース
- 『'05年末チャリティー企画 280人のクリエイターによるオリジナルエコバッグ展 ECO BAGS SAVE THE EARTH』（クリエイションギャラリーG8、ガーディアン・ガーデン、2005）
- 『'06年末チャリティー企画 280人のクリエイターによるオリジナル扇子展 GOOD DESIGN GOOD SENSU』（クリエイションギャラリーG8、ガーディアン・ガーデン、2006）
- 『GRAPHIC TRIAL 2007』（印刷博物館、2007）
- 『'07年末チャリティー企画 290人のクリエイターによるオリジナルカップ＆ソーサー展 お茶にしませんか？』（クリエイションギャラリーG8、ガーディアン・ガーデン、2007）
- 『WELCOME TO MAGAZINE POOL/雑誌デザイン10人の越境者たち』（ギンザ・グラフィック・ギャラリー、京都dddギャラリー、2007）
- 『A tribute to Typography ヘルベチカの過去・現在・未来展』（ラフォーレミュージアム原宿、2008）
- 『祈りの痕跡。展』（21_21DESIGN SIGHT、2008）
- 『08年チャリティー企画　266人のクリエイターによる 「大切に使いたい」ビニール傘展 傘日和』（クリエイションギャラリーG8、ガーディアン・ガーデン、2008）
- 『「クリエイター100人からの年賀状」展 vol.4〜vol.12』（竹尾見本帖、2009〜2017）
- 『仲條服部八丁目心中』（クリエイションギャラリーG8、2009）
- 『高橋順子詩集「あさって歯医者さんに行こう」刊行記念詩と作品のコラボレーション展』（NOW IDeA by UTRECHT、2009）
- 『CREATION project 2009 手ぬぐいTOKYO 200人のクリエイターによる200の提案』（クリエイションギャラリーG8、ガーディアン・ガーデン、2009）
- 『CREATION Project 2010 HEY! SHOES 160人のクリエイターによる履くアート』（クリエイションギャラリーG8、ガーディアン・ガーデン、2010）
- 『秀英体100』（ギンザ・グラフィック・ギャラリー、2011）
- 『CREATION Project 2011 東日本の職人と180人のクリエイターがつくる 印染トートバッグ展』（クリエイションギャラリーG8、ガーディアン・ガーデン、2011）
- 『日本繁昌大展覧会、未来広告コレクション』（勢丹新宿店、日本橋三越本店、銀座三越ウィンドウ、2012）
- 『クロシロフロシキ展』（松屋銀座、2012）
- 『CREATION Project 2012 177人のクリエイターによる福島仕立てのアロハシャツ展 EAST ALOHA』（クリエイションギャラリーG8、ガーディアン・ガーデン、2012）
- 『伊藤若冲感性インスパイア作品展』（TOKYO DESIGNERS WEEK 2013、2013）
- 『CREATION Project 2013 180人のクリエイターとウェットスーツメーカーがつくる石巻ちゃっこいバッグ展』（クリエイションギャラリーG8、ガーディアン・ガーデン、2013）
- 『TOKYO GRAPHIC PASSPORT in New York』（+81 STORE & GALLERY、+81 STUDIO & GALLERY、2014）
- 『TAKEO PAPER SHOW 2014　SUBTLE』（TOLOT、heuristic SHINONOMEほか、2014）
- 『DENTO-HOUSE』（吉井画廊、2014）
- 『光るグラフィック展』（クリエイションギャラリーG8、2014）
- 『本・ことば・デザイン』（六本木ミッドタウン・デザインハブ、2014）
- 『美濃のラーメンどんぶり展』（松屋銀座、2014）
- 『CREATION Project 2014 187人のクリエイターとハンディキャップのあるつくり手の工房による東北和綴じ自由帳展』（クリエイションギャラリーG8、ガーディアン・ガーデン、2014）
- 『エアラス、ハットリ、サノ、キクチ。』（ペーパーボイス東京ほか、2015）
- 『DENTO-HOUSE PARIS -2015』（GALERIE DUTKO、2015）
- 『DENTO HOUSE in ISETAN』（伊勢丹新宿店、2015）
- 『Logical Emotion』（クラコフ現代美術館、ザクセンアンハルト州立美術館、2015）
- 『Schweiz 日本 Japan スイス』（Calm & Punk Gallery、2015）
- 『21世紀琳派ポスターズ　10人のグラフィックデザイナーによる競演』（ギンザ・グラフィック・ギャラリー、2015）
- 『Paper Room』『petit h の工房』（銀座メゾンエルメス、2015）※ウィンドウの空間構成[29]
- 『CREATION Project 2015 177人のクリエイターと福島伊達市のニットメーカーによる マフラー&ブランケット 伊達ニッティング』（クリエイションギャラリーG8、ガーディアン・ガーデン、2015）
- 『10人のグラフィックデザイナーによる日本酒ポスター展』（デザインギャラリー1953、2016）
- 『CREATION Project 2016 170人のクリエイターと有田の窯元がつくる 熊本天草陶石の磁器展 藍色カップ』（クリエイションギャラリーG8、ガーディアン・ガーデン、2016）
- 『三人の装丁』（OFS Gallery、2017）
- 『CREATION Project 2017 167人のクリエイターと大阪の小さな工房で生まれた「つつの靴下展』（クリエイションギャラリーG8、ガーディアン・ガーデン、2017）
- 『本と美術の展覧会vol.2 ことばをながめる、ことばとあるく—詩と歌のある風景』（太田市立美術館・図書館、2018）
- 『ヒロシマ・アピールズ展』（21_21DESIGN SIGHT、2018）
- 『26th International Poster Biennale in Warsaw』（Warsaw Academy of Fine Arts、2018）
- 『第12回世界ポスタートリエンナーレトヤマ2018』（富山県美術館、2018）
- 『CREATION Project 2018 クリエイターと福島の窯元がつくる「大堀相馬焼167のちいさな豆皿」』（クリエイションギャラリーG8、2018）
- 『IDÉE Life in Art #52 New Jewelry Associates  VIEW OF MIRROR』（MUJI新宿 Café&Meal、2019）
- 『POSTERS』（OFS Gallery、2019）
- 『どうなる？ 第29回ブルノ国際グラフィックデザイン・ビエンナーレ 2020』（The White、2019）
- 『WAVE 2019』（アーツ千代田3331、2019）
- 『日本平面设计展』（移动的头脑博物馆、2019）
- 『Creation Project 2019 167人のクリエイターと京都の職人がつくる「ふろしき百花店」』（クリエイションギャラリーG8、ガーディアン・ガーデン、2019）
- 『Thank You Memory —醸造から創造へ—』（弘前れんが倉庫美術館、2020）
- 『160人のクリエイターと大垣の職人がつくるヒノキ枡 益々繁盛』（クリエイションギャラリーG8、2020）
- 『SPORTS GRAPHIC スポーツ・グラフィック』（ギンザ・グラフィック・ギャラリー、2021）
- 『どこか遠くへ：グラフィックにみる旅のかたち』（CCGA現代グラフィックアートセンター、2021）
- 『Creation Project 2021 144人のクリエイターと豊橋の職人がつくる「百年前掛け」』（クリエイションギャラリーG8、ガーディアン・ガーデン、2021）
- 『THE ENDING ’23 田中良治＋服部一成』（クリエイションギャラリーG8、2023）

## 影響を受けた人物
- 細谷巖 - ライトパブリシティ時代の社長にあたる。入社当時は“ライトパブリシティ調”のデザインを好んで実践していたが、細谷に「服部くん、デザインってなにやったって良いんだよ」と言葉をかけられたことが『キユーピーハーフ』のデザインに繋がっていったことを語っている。[4]
- 仲條正義 - 「昔からオタク的に仲條さんの作品を追っかけてる」[30]ことを公言。2009年には二人展『仲條服部八丁目心中』（クリエイションギャラリーG8）を開催。[31]仲條は服部の作品集にも寄稿しているほか、トークショーなどでの共演も多数。2021年に仲條の作品集『NAKAJO』を、葛西薫との共同編集で刊行。
- 原田治 - 4歳上の姉の影響で「原田さんっていうのはウチの食卓では、アイドルだったんです」と語る。服部の姉は服部に薦められ応募した原田治のアシスタントとしてアルバイトをしていた。[32]親交もあり、原田の著書『ぼくの美術ノート』（亜紀書房、2017年）はブック・デザインを[33]、2019年の原田の個展『原田治展 「かわいい」の発見』（世田谷文学館ほか）ではアートディレクションを務めた。[34]